# ابیگیل راچفورد
ابیگیل راچفورد بازیگر و مدل آمریکایی که سال ۲۰۱۴ به لس آنجلس رفت تا به حرفه بازیگری و مدل بپردازد. عکس او تا به حال روی چندین بیلبورد تبلیغاتی انتخابات در بلوار سان ست به نمایش درآمده است و سایت TMZ پس از قرار گرفتن او در TMZ on TV لقب او را دلبر گذاشت.